# Råbygda
Råbygda (eller Gjølme) är en tidigare tätort i Orklands kommun i Trøndelag fylke i mellersta Norge. Orten ligger där Europaväg 39 möter fylkesväg 710, väster om staden Orkanger, längst inne vid Orkdalsfjorden, en arm av Trondheimsfjorden.
Sedan 2013 räknas bebyggelsen i orten som en del av tätorten Orkanger/Fannrem.
Tidigare har orten tillhört dåvarande Orkdals kommun.